# Derek Sullivan
Derrick Sullivan (Newport, 1930. augusztus 10. – 1983. augusztus 31.) walesi válogatott labdarúgó. 

## Pályafutása

### Klubcsapatban
1947 és 1961 között a Cardiff City csapatában játszott, melynek színeiben két alkalommal nyerte meg a walesi labdarúgókupát. 1961 és 1962 között az Exeter City, 1962 és 1963 között a Newport County, 1963 és 1964 között a Hereford United játékosa volt. 1965-ben az Ebbw Vale színeiben fejezte be a pályafutását.

### A válogatottban
1953 és 1959 között 17 alkalommal szerepelt a walesi válogatottban. Részt vett az 1958-as világbajnokságon, ahol a Mexikó elleni csoportmérkőzés kivételével összes találkozón kezdőként kapott lehetőséget.

## Sikerei, díjai
Cardiff City
- Walesi kupagyőztes (2): 1955–56, 1958–59